# 8×300

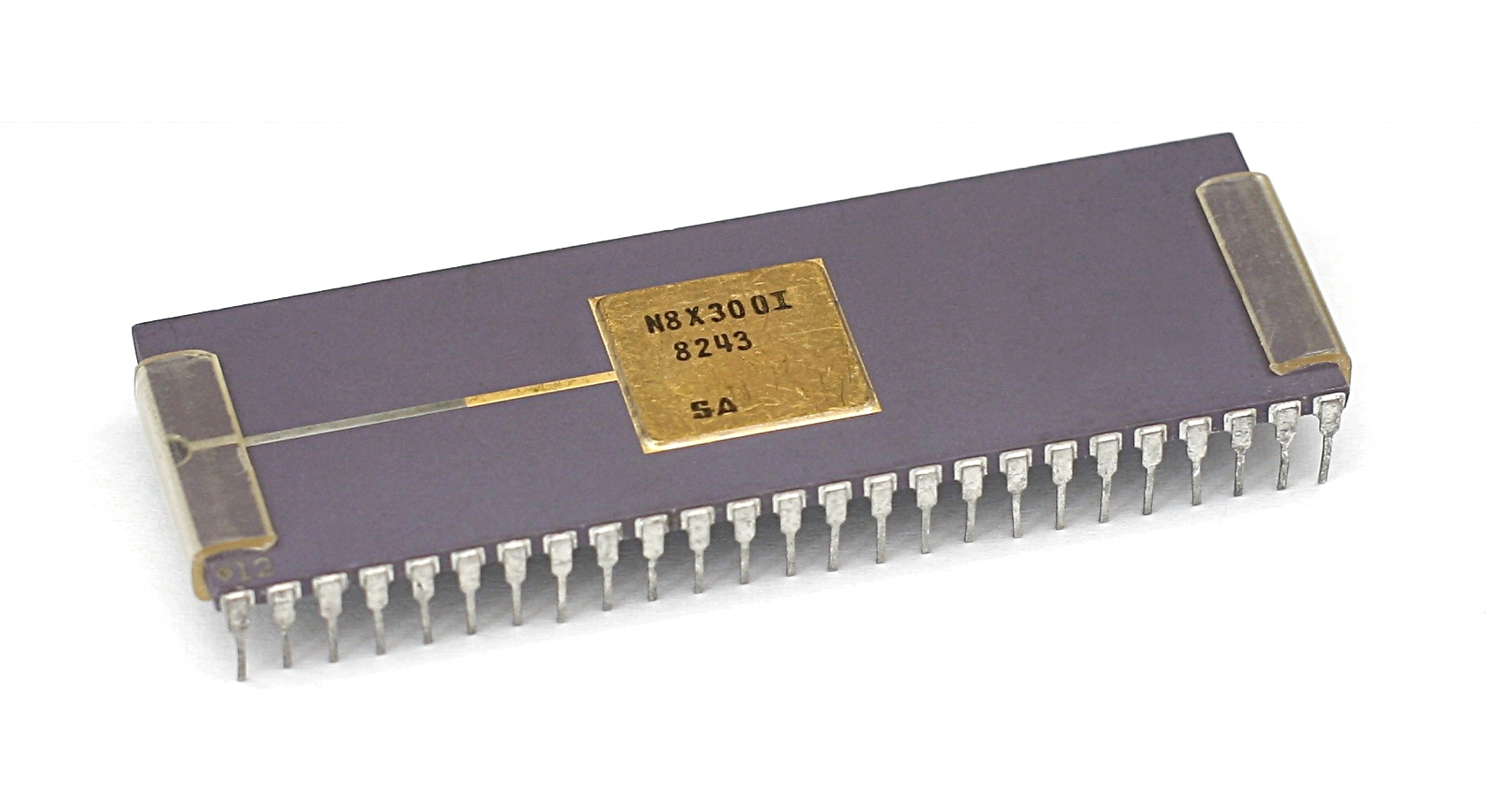
Signetics N8X300.

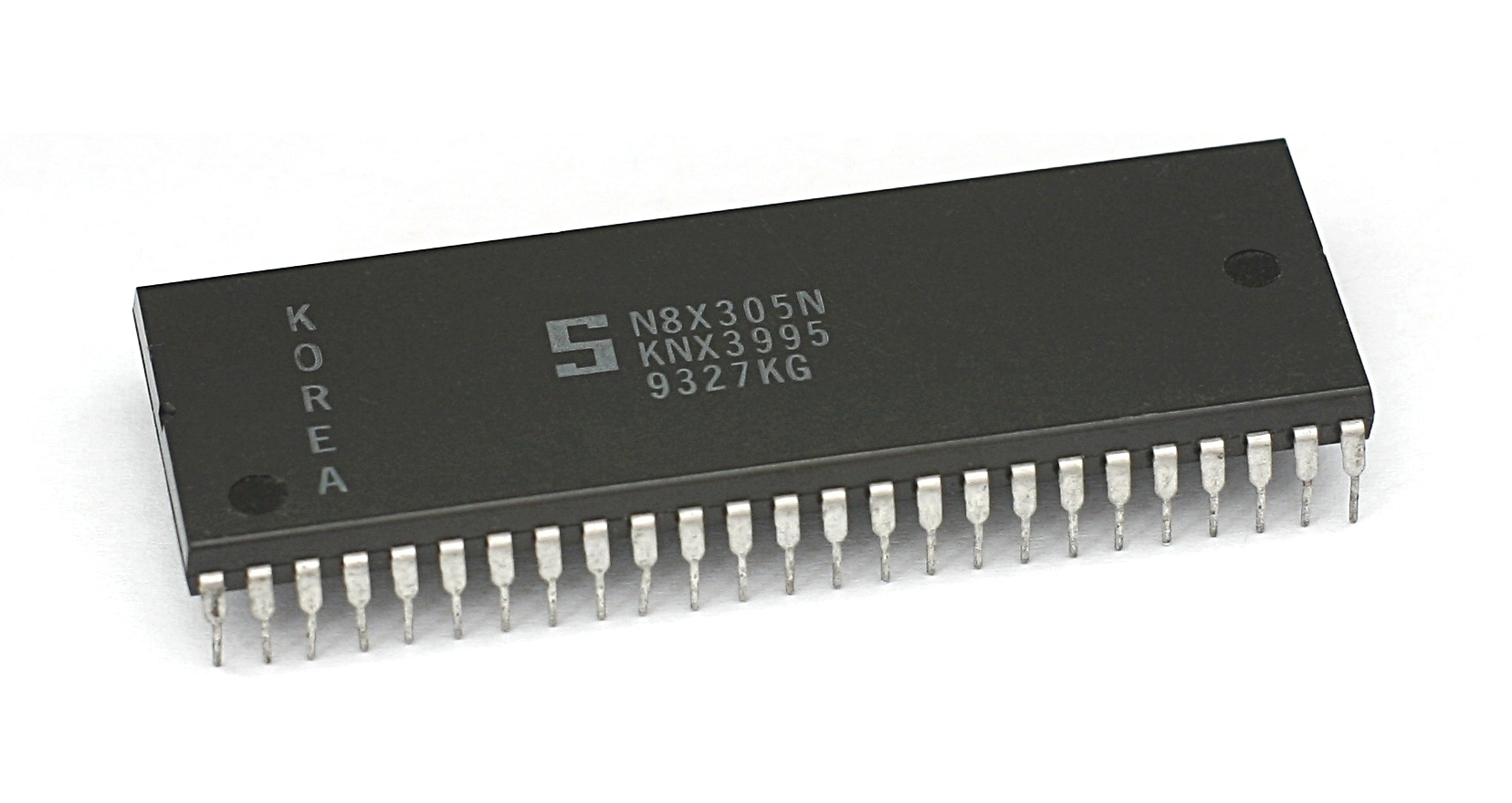
Signetics N8X305.

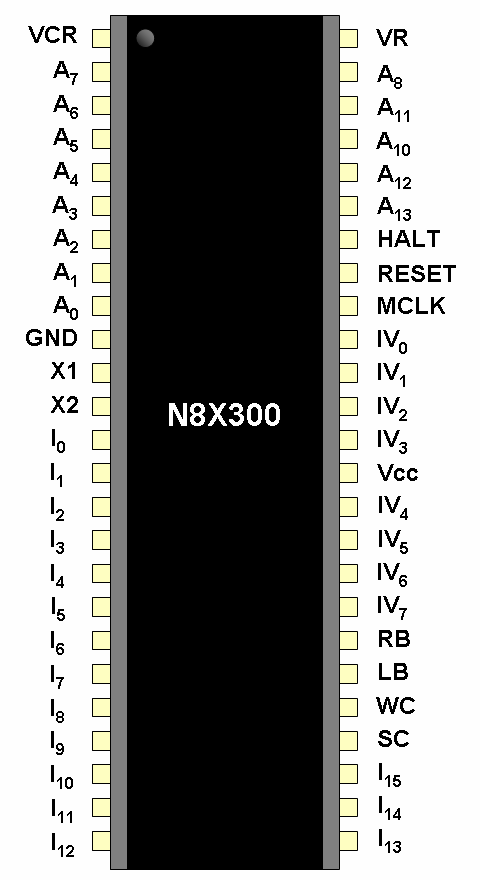
Microprocesador 8X300/8X305

Los microprocesadores 8X300 y 8X305, de Signetics, están fabricados en tecnología bipolar Schottky. Opera sobre datos de 8 bits, con un ciclo de instrucción de 250 ns, durante el cual lee el dato de memoria, lo enmascara y rota, realiza una operación en la ALU y lo reescribe en la memoria. Por esto son considerados por algunos autores como los precursores de los modernos DSP.
Es curiosa su cápsula peculiar DIP de 50 patillas, disponible en plástico y cerámica. Necesita un transistor externo que, a partir de los 5 V nominales, le proporciona una tensión regulada para uso interno. Tanto su cápsula, como la cercanía de este transistor resultan característicos en cualquier diseño que incluya este microprocesador.
Cuando Philips tomó el control de Signetics, continuó la fabricación de estos microprocesadores e incluso anunció otro nuevo, el 8X308, pero ya tarde y obtuvo escaso éxito. Cuando Philips cesó su fabricación, traspasó los derechos a Lansdale, que todavía fabrica el 8X305 para repuestos militares.

## Arquitectura

### Memoria
El 8X300 dispone de buses de instrucciones y datos separados, con bus de direcciones de 13 bits para las instrucciones, de 16 bits, lo que da un total de 8K palabras de programa y 8 hilos de direcciones, para dos bancos de 256 bytes de memoria de datos. Los periféricos ocupan direcciones de la memoria de datos. Para un ciclo de 250 ns, la ROM debe tener un tiempo de acceso de 65 ns y RAM y periféricos de 35 ns.

### Registros
El 8X300 dispone de 8 registros de 8-bits, R0 a R7, si bien el número de registros que existen físicamente varía entre el 8X300 y el 8X305. Los datos escritos en R7 se transfieren al bus de datos. R2 contiene el acarreo.

## Instrucciones
Dispone de ocho clases de instrucciones: MOVE, ADD, AND, XOR, XEC, NZT, XMIT y JMP.